# St. Laurentius (Frohse)

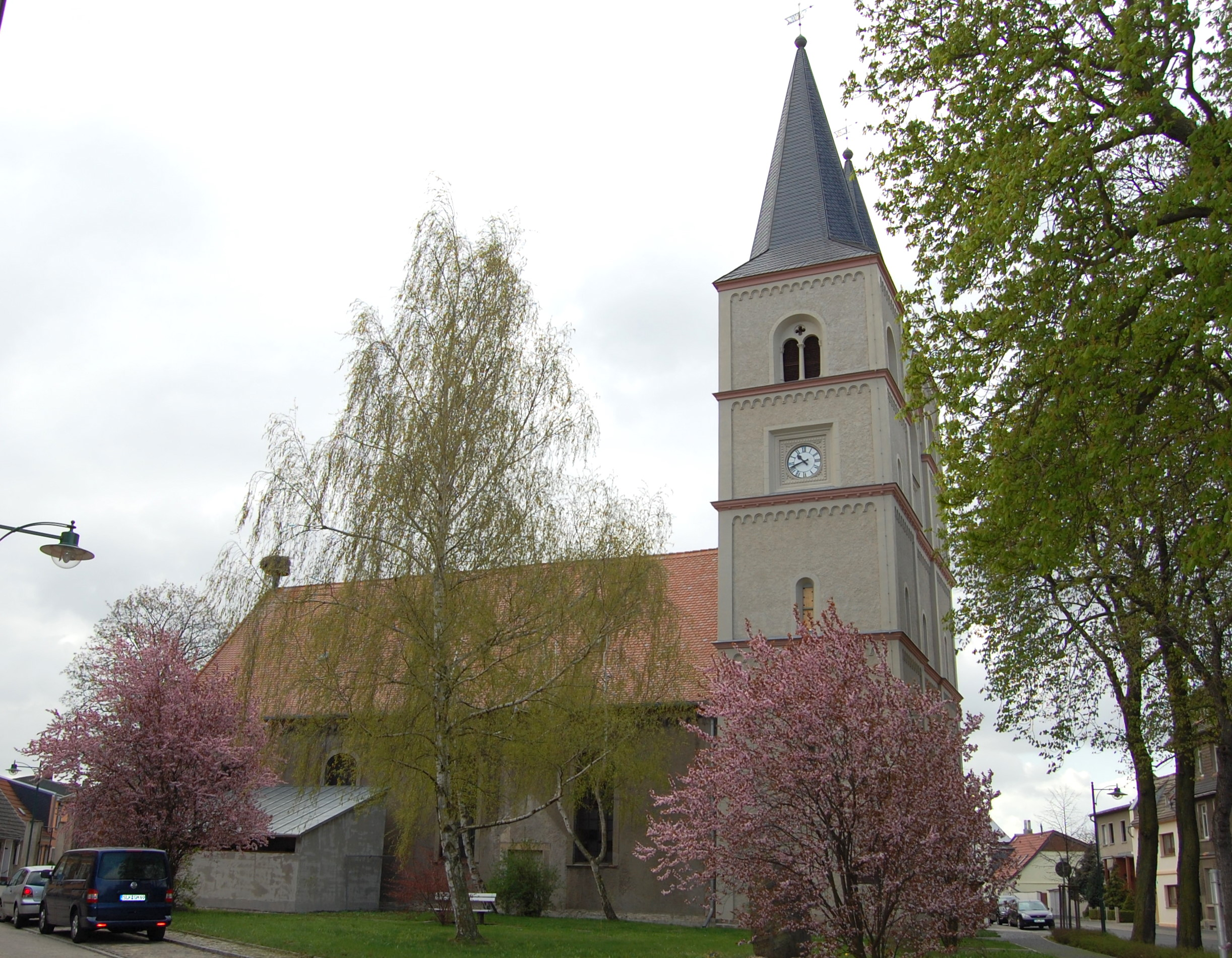
St.-Laurentius-Kirche

Die St.-Laurentius-Kirche ist die evangelische Kirche des zur Stadt Schönebeck (Elbe) gehörenden Ortsteils Frohse.

## Geschichte und Architektur
Eine Laurentiuskirche soll in Frohse bereits im Jahr 1016 bestanden haben. Aus dieser frühen Zeit ist noch eine aus dem 13. Jahrhundert stammende Bronzeglocke vorhanden. 1548 erfolgte an gleicher Stelle ein Neubau. Der Vorgängerbau war entweder im Schmalkaldischen Krieg zerstört oder sonst baufällig geworden. Ein weiterer Neubau des Kirchenschiffs erfolgte 1724. Das alte, im Dreißigjährigen Krieg zerstörte Kirchenschiff wurde abgerissen und durch einen einschiffigen schlichten im Stil des Barock errichteten Neubau ersetzt. Der noch aus dem Mittelalter stammende, westlich des Schiffs stehende Kirchturm wurde einbezogen. 1861 wurde dann jedoch auch der alte Kirchturm abgerissen. Bis 1862 wurde die Kirche zu ihrem heutigen Erscheinungsbild mit zwei Türmen im Stil der Neoromanik umgebaut.
Es schloss sich auch eine Neugestaltung des Kircheninneren an. So erhielt die Kirche 1882 drei bronzene Kronleuchter. Für drei Altar-Kirchenfenster wurden mit Glasmalereien verzierte Fenster angeschafft. Sie zeigten den Märtyrertod des Heiligen Laurentius, Christus sowie den Evangelisten Johannes. Zwei weitere Fenster zeigten Mosaikbilder aus englischem Kathedralglas.
Während die alte Kirchenglocke, wohl aufgrund ihres altersbedingt hohen kulturellen Wertes, einer Zerstörung durch Einschmelzung entging, wurden die Altarfenster kurz vor Kriegsende zerstört. Während eines Bombenangriffs auf das Umspannwerk Frohse am 14. Februar 1945 gingen auch alle Altarfenster zu Bruch.
Am Ostersonntag 1956 wurden neu eingebaute Kirchenfenster eingeweiht. Drei Fenster wurden vom Schönebecker Glasgestalter Christof Grüger (1926–2014) entworfen und behandeln in ihren Motiven Weihnachten, Ostern und Pfingsten.
Aufgrund des hohen Sanierungsbedarfes der Laurentiuskirche, den die kleine Kirchengemeinde nicht finanzieren konnte, fand 1978 der letzte Gottesdienst statt, und 1979 wurde die Kirche aufgegeben. Die Kirche wurde größtenteils beräumt und verfiel. Ab 1983 nutzte dann die Bauabteilung des evangelischen Kirchenkreises Schönebeck das Kirchengebäude. 1991 erfolgte eine Verpachtung an ein Bauunternehmen, welches aus der kirchlichen Bauabteilung hervorgegangen ist.
Nachdem 2001 eine Sanierung der Kirchtürme begonnen hatte, wurde das Dach des Kirchenschiffs 2002 neu gedeckt. 2007/08 erfolgte an der Nordseite ein Anbau, in dem die Sanitäranlagen und ein Lagerraum untergebracht werden sollten. Für den zunächst im Rohbau erstellten Anbau ergab sich dann jedoch 2010 ein neues Nutzungskonzept. Im Mai 2012 wurde er als Gemeinderaum eingeweiht.
Der Altarraum der Kirche wurde durch eine halbrunde Wand vom übrigen Kirchenschiff abgetrennt. Am Pfingstmontag 2014 wurde der Altarraum der Kirche wieder als Gotteshaus eingeweiht. Das Kirchenschiff wird weiterhin von einem Bauunternehmen genutzt.